# David Lloyd George
Pour les articles homonymes, voir Lloyd et George.
David Lloyd George, né le 17 janvier 1863 à Chorlton-on-Medlock, district de Manchester (de parents gallois) et mort le 26 mars 1945 à Llanystumdwy (pays de Galles), est un homme d'État britannique. Premier ministre du Royaume-Uni à la fin de la Première Guerre mondiale, du 7 décembre 1916 au 22 octobre 1922, il est le dernier chef du gouvernement à appartenir au Parti libéral.

## Jeunesse et débuts politiques (1863-1905)

### Enfance
Né le 17 janvier 1863, David est le fils de William George, enseignant, et d’Elizabeth Lloyd, gouvernante. Bien qu’il soit né à Manchester, il est gallois, et retourne rapidement dans le Pembrokeshire, d’où son père est originaire. À l’âge d’un an, il perd son père d’une pneumonie. David et son frère William partent vivre chez leur oncle Richard Lloyd, à Llanystumdwy dans le Caernarfonshire. Richard Lloyd est un cordonnier non conformiste, très impliqué dans la « Nonconformist denomination of Campbellite Baptists ». Ses engagements eurent une grande influence sur l’opinion politique de son neveu David.
Lloyd George joua pendant toute sa carrière de ses origines sociales peu aisées, notamment pour redorer son image en période de crise, mais aussi pour appuyer certaines de ses politiques (notamment The People’s Budget). Il n’a jamais voulu être considéré comme faisant partie de l’élite britannique, qu’il appelle « The Dukes » (« Les Ducs »). En 1898 il confie à un journal que son grand luxe, étant petit, était de manger un demi œuf le dimanche matin, laissant supposer qu’il venait d’une famille très modeste. En dépit de son appartenance au parti libéral, il informe le travailliste George Lansbury en 1931 qu’il « ne pourrait jamais trahir les intérêts des travailleurs parce que c’était la classe d’où il venait ». Néanmoins, John Grigg a souligné l’exagération dont a fait preuve Lloyd George quant à son milieu d’origine. Notamment, des témoignages ont rapporté que les frères George étaient les mieux habillés du comté et ont pu faire des études.
David Lloyd George, en partie autodidacte et son frère ont de très bons résultats à l’école. Il apprend le français et le latin et choisit le droit car c’est un secteur qui présente de nombreux avantages : il procure rapidement une indépendance financière, et peut mener à la politique. Il intègre un cabinet d’avocats en 1879 à Porthmadog, et acquiert rapidement la réputation d’un fervent défenseur des gens du peuple contre les « puissants ». Lloyd George est ambitieux et déterminé : il passe avec succès l’examen de droit (Law Society) en 1884. En 1885, il crée son propre cabinet à Criccieth. Le cabinet qu’il tient avec son frère à partir de 1887, prospère. Connu comme « l'avocat des braconniers » à la suite d’un procès qu'il remporta, il fonda un syndicat d'agriculteurs et, en 1887, le journal Udgorn Rhyddid (Les Trompettes de la Liberté) dans lequel il défendait l'idée d'une autonomie pour le pays de Galles.
Parallèlement, il prêche à la Chapelle Baptiste, où il exerce ses talents d’orateur. Il acquiert une réputation de très bon prêcheur. En 1888 il se marie à Margaret Owen, fille d’un fermier aisé. Même si on ne sait pas exactement quand, il deviendra soudainement agnostique, et le restera toute sa vie.

### Débuts en politique
Il entre au parti libéral local, et devient conseiller municipal du Conseil de Caernarfon en 1889. Il prend part à des campagnes politiques, et défend l’idée de faire disparaître les impôts versés à l’Église. Il était pour la réforme de la terre : ses références étaient Thomas Spence, John Stuart Mill, Henry George, ou encore les pamphlets de George Bernard Shaw et Sidney Webb sur la Fabian Society. Tous ces auteurs étaient en faveur d’une prise en main du problème de la propriété terrienne.
Également en 1888, il gagne un procès important pour les Gallois : il obtient le droit pour les non-conformistes d’être enterrés selon leurs propres rites. C’est ce procès, vécu comme une victoire dans tout le pays de Galles, qui a conduit Lloyd George le 27 décembre 1888 à être choisi pour représenter le parti libéral dans la circonscription de Caernarfon.

### Député MP (Member of Parliament)

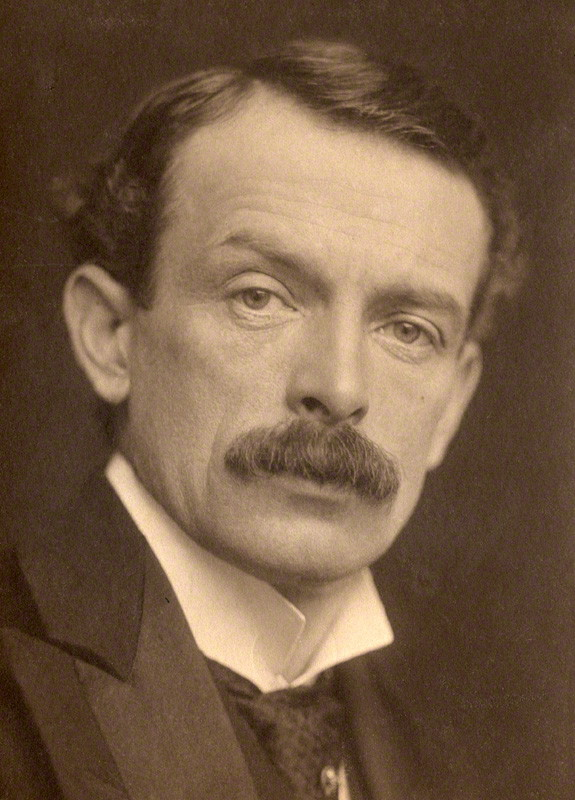
Lloyd George en 1902 par George Charles Beresford

En 1890, il est le candidat libéral pour la circonscription de Caernarfon à la Chambre des communes. Son programme repose sur l’égalité religieuse au pays de Galles, la réforme de la terre (« Land Reform »), un veto local pour procurer des licences pour la vente d’alcool, un impôt graduel et plus de libre-échange. Il remporte l’élection avec 19 voix d’avance, et devient MP, membre du Parlement de Caernarfon en 1890, à l’âge de 27 ans, ce qui en fait le plus jeune membre du parlement. Il gardera son siège jusqu’en 1945, cinquante-cinq ans plus tard.
Être membre du parlement n’étant pas rémunéré à l’époque, il poursuit ses activités d’avocat. Il est toujours en partenariat avec son frère à Criccieth, et ouvre un autre cabinet à Londres, qui fusionne en 1897 avec celui de Rhys Roberts pour donner le « Lloyd George, Roberts and Co ».
Très vite, il est craint et respecté à la fois dans la Chambre des communes. Il s’est fait reconnaître comme un homme d’énergie, à l’apparence et au caractère peu conventionnels. Il est fort impliqué dans les débats qui concernent le pays de Galles, qu’il essaie de soustraire à l’influence et l’autorité de l’Église anglicane. Lloyd George forme en 1894 la « Révolte des Quatre » avec D.A.Thomas, Herbert Lewis et Frank Edwards pour demander davantage de représentation pour le Welsh Liberal Party. Il refonde aussi la même année le Cymru Fydd (« Ce que le pays de Galles doit être »), qui défend l’idée d’un Home Rule pour le pays de Galles, mais c’est un fiasco.
La seconde guerre des Boers divise le parti libéral en deux camps : les radicaux d’un côté et les impérialistes de l’autre. Ces derniers, qui comptent dans leurs rangs Herbert Henry Asquith, Richard Burdon Haldane, sont favorables à la guerre. Lloyd George et Chamberlain sont radicaux. En dépit de l’attention que lui attirait son art oratoire, on pariait que Lloyd George perdrait son siège aux élections de 1900 du fait de son opposition à la guerre des Boers (laquelle lui a pourtant procuré une notoriété nationale). Mais à Caernarfon, il était considéré comme la figure la plus importante du parlement, parce qu’il défendait les droits des Gallois : il fut réélu.
Les dirigeants du parti libéral désapprouvent également le rôle de Lloyd George dans son opposition à la réforme de l’éducation de 1902. Il encourageait dans ses discours le peuple à ignorer la loi et à soutenir John Clifford et son comité national de résistance passive. Environ 170 non conformistes sont envoyés en prison pour avoir refusé de payer leurs frais de scolarité.

## New Liberal (Nouveau libéral) 1905-1914

### President of the Board of Trade (président de la Commission du commerce)
En 1905, le premier ministre Campbell-Bannerman offre un poste au Cabinet à Lloyd George, qui en devient le membre le plus jeune. Il devient président de la Commission du commerce (Board of Trade).
Son sérieux lui vaut davantage de notoriété et de reconnaissance. Il met en œuvre de nombreuses lois comme le Merchant Shipping Act (Loi sur le commerce de la pêche) au cours duquel il consulte les propriétaires de bateaux pour ne pas les prendre de court, le Patents Act (loi sur les brevets), le Port of London Act (Loi sur le Port de Londres) en 1908. Il évite même une grève ferroviaire en 1907 en s’interposant entre les patrons et les syndicats. Cela aide à effacer sa première réputation « d’homme sauvage ».

### Chancelier de l'Échiquier (1908-1915)
En 1908, Campbell-Bannerman se retire, et Lloyd George peut espérer obtenir une promotion, que lui donne Herbert Asquith qui accède au poste de Premier ministre. Il devient chancelier de l'Échiquier (ministre des finances). Il innove en mettant pour la première fois en place des pensions d’État, et déclare la guerre à la pauvreté. Pour financer les grandes réformes sociales auxquelles il aspire, ainsi que pour étendre la marine britannique, il taxe les propriétaires fonciers. Si cela pourrait sembler paradoxal venant d’un libéral, lui préféra dénoncer vivement l’aristocratie et les riches propriétaires terriens.

#### «The People’s Budget»
Lloyd George était un opposant farouche aux Poor Law (loi sur les pauvres). Il se disait déterminé à rendre la vie des pauvres « moins sombre ». Fortement influencé par les idées de Thomas Paine, il veut mettre en place un système de retraite, et prépare un Old Age Pensions Act (loi sur les retraites). Il s’agit de donner entre 1s et 5s par semaine aux plus de 70 ans. Pour financer cette réforme, il doit trouver 16 millions de livres par an. Pour ce faire, il annonce « Le Budget du Peuple » : ceux dont le revenu excède 3 000 £ devront payer plus d'impôts. Il ajoute un impôt supplémentaire pour ceux qui gagnent plus de 5 000 £ par an, augmente les droits de succession pour les riches, ainsi que les taxes prélevées sur les revenus de la propriété et de la vente de propriété.
Mais les conservateurs majoritaires à la Chambre des lords, dont la plupart font partie de la tranche la plus riche du Royaume-Uni, sont contre ce projet, et usent de leur veto pour empêcher la loi d’entrer en vigueur. Lloyd George fit alors campagne pour son budget en se rendant auprès des travailleurs, sur leurs lieux de travail, en dressant le portrait d’une noblesse usant de ses privilèges pour empêcher les pauvres de recevoir leur pension de retraite.
Finalement, le gouvernement libéral décida de réduire les pouvoirs de la Chambre des lords, qui d’ailleurs était déjà très impopulaire. Il propose, en 1911, le Parliament Act. Henry Asquith demande au roi George V de rééquilibrer la Chambre des lords. Le roi accepte d’augmenter le nombre de Lords, en créant 250 nouveaux sièges de Lords, ce qui pourrait avantager les libéraux. Devant cette menace de renversement de la majorité à la Chambre des lords, celle-ci accepte de voter le Parliament Act. Le Parliament Act retire le veto que la Chambre des lords détenait jusqu’alors sur certains types de lois votées par la Chambre des communes. Dès lors, les Lords ne peuvent plus empêcher le passage de lois de finances, et ne peuvent prolonger une autre loi au-delà des trois sessions du parlement. Le « Budget du Peuple » est voté.

#### LeNational Insurance Act de 1911
Cette loi procure un système d’assurances maladie et chômage. Chaque personne âgée de 16 à 70 ans et touchant un salaire doit cotiser. Chaque travailleur paie 4 pence par semaine et l’employeur ajoute 3 pence, l’État 2 pence. En retour, les soins médicaux deviennent gratuits, et en cas de chômage n’excédant pas 15 semaines par an, 7 shillings par semaine sont versés.
À la suite de ces deux réformes, Lloyd George fut accusé d'être un socialiste par les conservateurs. Ce n’était d’ailleurs pas la seule critique faite à son endroit.

### Critiques et scandales
Lloyd George aurait été critiqué par des hommes politiques comme James Keir Hardie, Fred Jowett et George Lansbury sur des questions économiques (budget trop bas, manque de moyens, etc.).
En 1912, il est accusé de corruption par le journal hebdomadaire The Eye-Witness (« Le témoin oculaire »). Lloyd George aurait, avec la complicité de Herbert Samuel et de Rufus Isaacs, acheté des parts en se basant sur sa connaissance d’un contrat signé par le gouvernement avec la compagnie Marconi. C’est le « scandale Marconi ». Une enquête gouvernementale est lancée en janvier 1913 à la demande du journal : il fut en effet révélé au grand jour que Lloyd George avait acheté des parts à Isaacs, et qu’ils avaient tous deux profité de leur connaissance des politiques gouvernementales. Néanmoins, Lloyd George et Rufus Isaacs n’ont pas été jugés coupables de corruption pour autant.

## Lloyd George et la Grande guerre

### Du pacifiste au patriote
David Lloyd George, comme de nombreux libéraux anglais de cette époque-là se révèle être, à l’aube de la Première Guerre mondiale, un pacifiste convaincu (L’Angleterre de 1914-1915). En août 1914, il est le chancelier de l’échiquier (équivalent français du ministre des finances), et lorsque la guerre éclate, pour éviter le chaos financier, il décide de fermer les banques pendant trois jours, ce qui lui vaut les louanges de la City. Le 17 septembre 1914, dans un discours à Queen’s Hall, il appelle le peuple britannique à rallier cette guerre inévitable, et devient ainsi l’un des premiers libéraux à faire preuve d’un tel patriotisme.

### Une ascension fulgurante
Il affirme, devant le cabinet, que les décisions importantes concernant la guerre doivent être prises par les gouvernants et non par les membres de l’armée : « Cette guerre est trop importante pour être laissée aux mains des militaires ». Il prend donc une place de plus en plus importante aux côtés d’Asquith, le premier ministre. Cette position lui vaut le mécontentement de nombreux conservateurs, tels que Lord Balfour, qui voient en l’armée l’incarnation de la nation. Le gouvernement de coalition d’Asquith, le chef des libéraux, bat de l’aile à partir de 1915, année durant laquelle Lloyd George devient ministre des Munitions. En 1916, passé ministre de la Guerre, il propose de former un cabinet de guerre restreint, dont le premier ministre ne ferait pas partie et qui aurait en charge la mobilisation de la nation. Cette initiative provoque la scission du parti libéral et, le 6 décembre, Lloyd George remplace Asquith au poste de Premier ministre.
Le 11 décembre 1916, il est invité à former un gouvernement. Il donne un souffle nouveau à l’effort de guerre et une impulsion au système politique britannique, en centralisant le fonctionnement du gouvernement. De 1916 à 1918, il persuade la Royal Navy d’utiliser le système des convois et accepte l'unification des armées alliées sous le commandement du général français Foch. Beaucoup considèrent qu’il a joué un grand rôle dans l’issue heureuse de la guerre. Le jour de l’armistice, le 11 novembre 1918, il déclare : « Ce n’est pas un moment de paroles. Nos cœurs sont si emplis de gratitude qu’aucune langue ne pourrait l’exprimer réellement ».
Considéré comme l’homme qui a gagné la guerre, comme Clemenceau en France, sa coalition gagne les élections de 1918, qui sont par ailleurs les premières auxquelles participent les femmes, qui viennent d’acquérir le droit de vote.

## Premier ministre

### Une nouvelle forme de gouvernance
En 1916, il devient donc le 53e Premier ministre du Royaume-Uni, le premier originaire du pays de Galles. Sa conception de la gouvernance est claire dès le début : la personnalisation du pouvoir est poussée à l’extrême. Son gouvernement implique la formation immédiate, autour du premier ministre, d’un cabinet restreint de cinq membres. Lloyd George, directement ou à travers ses proches conseillers, intervient donc à tous les échelons et concentre les pouvoirs. Cependant, en 1918, il conserve la tête du gouvernement grâce à une coalition avec les conservateurs, ce qui le rend dépendant de ces derniers.
Après avoir été l'homme de la victoire, Lloyd George devient au sortir de la guerre l'ordonnateur de la transition de l'économie de guerre vers une économie de paix. Il réaffirme le besoin de s'appuyer sur l'agriculture et augmente les barrières douanières, afin de limiter les importations et de relancer l'économie intérieure.

### Lloyd George et le traité de Versailles
En 1919, il représente le Royaume-Uni à la conférence de la paix et au traité de Versailles, se heurtant à la fois au président du Conseil français Georges Clemenceau et au président des États-Unis Woodrow Wilson. Lloyd George veut punir l'Allemagne politiquement et économiquement, mais sans aller, comme le veut Clemenceau, jusqu'à anéantir sa puissance. Lorsqu'on lui demandera plus tard son jugement sur sa prestation à la table des négociations à Versailles, il répondra ainsi : « Pas mal, si l'on considère que j'étais assis entre Jésus-Christ et Napoléon ». Le traité de Versailles est l’un des moments forts de la carrière de Lloyd George, au cours duquel il cherche à préserver les intérêts de la Grande-Bretagne tout en essayant de minimiser les réparations infligées à l’Allemagne pour que celles-ci soient abordables pour le vaincu, dans les limites de ses capacités.

### Lloyd George et l'Irlande
Le temps de Lloyd George à la tête du gouvernement britannique est également marqué par les velléités d'indépendance de l'Irlande. Au début des hostilités, tiraillé entre les deux bords de sa coalition, le Premier ministre ne prend pas parti sur la situation de l’Irlande et de l’Ulster. Cependant, au milieu de l’année 1921, il entame des négociations sérieuses avec les Irlandais, leur proposant l'indépendance avec le statut de dominion. Le pays, bien qu'indépendant, continuerait d'appartenir à l'Empire avec un gouverneur général et des bases militaires pour la Royal Navy. L'Ulster continue par ailleurs d’appartenir au Royaume-Uni, mais la question de ses frontières reste floue. Ces discussions aboutissent à l'indépendance de l’Irlande, en décembre 1921. Bien que cet événement débouche aussitôt sur une sanglante guerre civile et sur de violents affrontements en Irlande du Nord, de nombreux historiens affirment que cette solution était la moins mauvaise que pouvait trouver Lloyd George dans les circonstances très difficiles où se trouvaient alors la Grande-Bretagne et l'Irlande.
De la fin de la guerre jusqu'en 1922, le poste de Lloyd George est suspendu à la bonne entente de sa coalition avec les conservateurs. En 1922, ces derniers cessent de le soutenir en raison principalement de l'affaire de Tchanak qui lui fait perdre une bonne partie de son prestige, et le remplacent par Andrew Bonar Law. Malgré les difficultés internes de sa coalition, Lloyd George est ainsi parvenu à négocier pour le Royaume-Uni une sortie de guerre honorable et un renforcement de sa stature internationale. Sur le plan intérieur, il parvint également à gérer des crises qui auraient pu se révéler plus graves, comme la grande grève de 1921 ou la guerre d’indépendance de l’Irlande.

## Fin de carrière: 1922-1945
Pendant les années 1920, on continuait de penser que Lloyd George retournerait au pouvoir, mais cela n’est jamais arrivé. En 1926, il succède à Asquith à la tête du Parti libéral. Depuis les désastreux résultats des élections de 1924, le Parti libéral n’est plus que le troisième parti. Pour regagner des voix, Lloyd George finance de sa poche des candidats et mise sur de nouvelles idées innovantes en matière de politiques d’emploi. Avec l'aide de John Maynard Keynes il écrit « We can Conquer Unemployment ». Mais les résultats de l’élection de 1929 sont à nouveau décevants. C’est la même année que Lloyd George devient le « Père de la Chambre », c’est-à-dire celui qui y a exercé le plus longtemps.
En 1931, son mauvais état de santé l’empêche d’entrer au Gouvernement national. À partir des années 1930, Lloyd George est progressivement relégué aux marges de la vie politique britannique. Il n'est bien sûr pas le seul libéral dans ce cas. En effet, le Parti libéral perd de plus en plus de voix à mesure que le Parti travailliste monte. Néanmoins, par intermittence, Lloyd George revient sur le devant de la scène, notamment lorsqu’il publie ses Mémoires de Guerre. De 1934 à 1935, il préside le London Welsh Trust. En janvier 1935, il présente un programme de réformes économiques, qu’il appelle le « Lloyd George’s New Deal », sur le modèle du New Deal (« nouvelle donne ») américain. Il s'agit essentiellement des mêmes propositions de réformes keynésiennes qu’en 1929. En mars, il soumet un mémoire de 100 pages au Cabinet. Après avoir été examiné d’avril à juin, son programme ne gagne pas la faveur de la Chambre de communes. D’ailleurs, de nombreux conservateurs membres du gouvernement de coalition ont menacé de démissionner si Lloyd George y entrait.
En septembre 1936, Lloyd George - qui s'était lié d'amitié avec le chef de la presse étrangère du parti nazi, Ernst Hanfstaengl - se rend en Allemagne pour discuter avec le dictateur Adolf Hitler : celui-ci lui signe un autographe sur une photo de lui-même, et lui dit qu’il était ravi de rencontrer « l’homme qui avait gagné la guerre ». Lloyd George aurait été ému par cet acte et aurait répondu qu’il était honoré de recevoir un tel cadeau « du plus grand Allemand vivant ». Quand il rentre au Royaume-Uni, il écrit un article dans le Daily Express du 17 septembre 1936 dans lequel il fait l'éloge d'Hitler.
En 1940, au début de la Seconde Guerre mondiale, Lloyd George fait un discours à la Chambre. Son intervention, considérée comme la plus importante et la meilleure de sa carrière, conduit à la destitution de Neville Chamberlain du poste de Premier ministre et à son remplacement par Winston Churchill. Ce dernier offre un poste au Cabinet à Lloyd George, qui refuse. Il pense que la Grande-Bretagne allait perdre la guerre. Il écrit par exemple au duc de Bedford en septembre 1940 une lettre dans laquelle il se dit en faveur d’une paix avec l'Allemagne après la bataille d'Angleterre. Lorsqu'il fait un discours pessimiste le 7 mai 1941, Churchill le compare à Philippe Pétain.
Le 11 juin 1942, il fait son tout dernier discours à la Chambre des communes. Il vote pour la dernière fois le 18 février 1943, pour défendre le Welfare state à la création duquel il avait participé.
Dans ses dernières années, il est très affaibli physiquement ; il continue d’aller régulièrement à la chapelle baptiste de Londres, pour finalement retourner au pays de Galles. Depuis 1936 et sa visite à Hitler en Allemagne, il se sentait trahi et blessé, car il ne pensait alors pas du tout que ce qui allait être la Seconde Guerre mondiale était si proche. Dupé par Hitler, c'était aussi le pacifiste profond qu'était Lloyd George qui était meurtri, car ses discussions et actions en 1936 n'avaient finalement pas débouché sur la paix. C'était pour lui comme une perte de crédibilité, plus qu'une humiliation face au peuple du Royaume Uni[réf. nécessaire]. Le 1er janvier 1945 il est fait pair du royaume et élevé au rang de comte Lloyd-George de Dwyfor et de vicomte Gwynedd, de Dwyfor dans le comté de Caernarvon.
Toutefois, bien qu’ayant été créé Lord, il ne vécut pas assez longtemps pour siéger à la Chambre des lords. Il meurt d'un cancer le 26 mars 1945, à l’âge de 82 ans, sa femme Frances et sa fille Megan à son chevet. Il est enterré le long de la rivière Dwyfor (en), à Llanystumdwy.
Non loin de là, se trouve le musée Lloyd George, qui a ouvert ses portes en 1963.

## Vie personnelle

Écu des comtes Lloyd-George

Lloyd George a eu une grande réputation de séducteur, d’où son surnom : « le bouc ». Son biographe, Travis Crosbie, fait remarquer que, bien qu'il ait manifestement apprécié la compagnie des femmes, la plupart des informations sont fondées sur des ouï-dire plutôt que sur des preuves réelles et que sa réputation pourrait bien être considérablement exagérée.
Sa première épouse, Margaret, nommée dans l'ordre de l'Empire britannique en 1920, meurt le 20 janvier 1941. À l’âge de 80 ans ; en octobre 1943, et contre l’avis de ses enfants, il se marie à sa secrétaire et maîtresse Frances Stevenson, depuis 1945 la comtesse Lloyd-George de Dwyfor (1888-1972), leur liaison ayant commencé en 1913.
Il avait eu cinq enfants de sa première femme :
- Richard, 2e comte Lloyd-George of Dwyfor (1889–1968),
- Mair (1890–1907), qui meurt d'une appendicectomie,
- Olwen (1892-1990),
- Gwilym, 1er vicomte Tenby (1894–1967),
- Megan, CH (1902–1966),

et peut-être une fille de Frances Stevenson, Jennifer (1929-2012).
Gwilym et Megan ont suivi ses pas en politique. Tandis que Gwilym a fait carrière au Parti conservateur, sa sœur est quant à elle devenue Member of Parliament du Parti travailliste en 1957.
L'historienne canadienne Margaret MacMillan, qui a décrit en détail le rôle de Lloyd George à la conférence de paix de 1919 dans son livre « Peacemakers », est son arrière-petite-fille. L'historien et présentateur de télévision britannique Dan Snow est quant à lui l'un de ses arrière-arrière-petit-fils.

## Publications
- Souvenirs de guerre, Éditions de la Nouvelle revue critique, 1937.
- Mémoires de guerre, traduction de Charles Bonnefon, A. Fayard, Paris, 1934-1935, 2 vol.
- My darling Pussy : the letters of Lloyd George and Frances Stevenson 1913-41, A.J.P. Taylor.
- La Vérité sur les réparations et les lettres de guerre, 1932, traduction Georges Blumberg, Gallimard, Paris.

## Dans la fiction
- Dans la mini série britannique 37 Days (2014), il est incarné par Mark Lewis Jones.
- Dans le film Les Suffragettes (2015), il est incarné par Adrian Schiller.